# Никола Пилич
Никола Пилич (на хърватски: Nikola Pilić) е югославски тенисист. 

## Биография
Никола Пилич е роден на 27 август 1939 г. в Сплит, Кралство Югославия, в семейството на Кръсто Пилич и Даница Томич-Ферич пет дни преди избухването на Втората световна война, която започва на 1 септември 1939 г. с германската инвазия в Полша. Започва да играе тенис през лятото на 1952 г.

## Кариера
Никола Пилич е класиран за номер 6 в света през януари 1968 г., и номер 7 в света за 1967 г. от Ланс Тингей от „Дейли Телеграф“.
През 1964 г. той печели Московския международен шампионат срещу своя сънародник Боро Йованович в пет сета. Пилич достига до полуфинал на Уимбълдън през 1967 г., като побеждава Рой Емерсън. С откриването на Оупън ерата на тениса, Пилич е един от Красивите осем, група от играчи, определена от Ламар Хънт през 1968 г. за новосформираната професионална група на Световното първенство по тенис (WCT).
През 1970 г. Пилич печели титлата на двойки при мъжете на Откритото първенство на САЩ с френския си партньор Пиер Бартес, като побеждават австралийците Рой Емерсън и Род Лейвър в четири сета. Най-доброто му представяне на сингъл на турнир от Големия шлем е през 1973 г., когато достига финал на Откритото първенство на Франция, но губи от Илие Настасе в два сета.
Пилич е катализатор на бойкота на Уимбълдън през 1973 г. През май 1973 г. Югославската тенис федерация твърди, че Пилич е отказал да ги представлява в двубоя за Купа Дейвис срещу Нова Зеландия по-рано същия месец. Пилич отрича обвинението, но е отстранен от федерацията, наказанието е потвърдено и от ILTF, макар и намалено от девет месеца на един месец. Това означава, че той не може да участва в първенството на Уимбълдън. В знак на протест срещу отстраняването му, 81 от колегите на Пилич професионалисти, организирани в Асоциацията на професионалистите по тенис (ATP), включително 13 от 16-те поставени на турнира, се оттеглят от участие на Уимбълдън през 1973 г.

## Кариерна статистика

#### Финали на сингъл на турнири отГолям шлем(1)
| година | турнир      | съперник     | резултат            |
| ------ | ----------- | ------------ | ------------------- |
| 1973   | Ролан Гарос | Илие Настасе | 3 – 6, 3 – 6, 0 – 6 |

#### Титли на двойки отГолям шлем(1)
| година | турнир | партньор    | съперник               | резултат                   |
| ------ | ------ | ----------- | ---------------------- | -------------------------- |
| 1970   | ОП САЩ | Пиер Бартес | Рой Емерсън Род Лейвър | 6 – 3, 7 – 6, 4 – 6, 7 – 6 |

#### Финали на двойки отГолям шлем(1)
| година | турнир    | партньор       | съперник           | резултат                   |
| ------ | --------- | -------------- | ------------------ | -------------------------- |
| 1962   | Уимбълдън | Боро Йованович | Боб Хюит Фред Стол | 2 – 6, 7 – 5, 2 – 6, 4 – 6 |